# Alen Halilović
Alen Halilović, hrvaški nogometaš, * 18. junij 1996, Dubrovnik, Hrvaška. 
Halilović je profesionalni nogometaš španskega Las Palmasa in najmlajši nogometaš z nastopom in najmlajši strelec v prvi hrvaški ligi. Ima tudi dva mlajša brata (Dino, rojen 1998) in (Damir, rojen 2005) ter oče-ta Sead-a, ki je trener mlajših selekcij GNK Dinama iz Zagreba, kjer je nekoč tudi sam igral.